# 圣但尼德洛泰勒
圣但尼德洛泰勒（法語：Saint-Denis-de-l'Hôtel，法語發音：[sɛ̃ dəni də lotɛl]）是法国卢瓦雷省的一个市镇，位于该省中西部，卢瓦尔河右岸，属于奥尔良区。

## 地理
圣但尼德洛泰勒（47°52'25"N, 2°7'48"E）面积25.45 平方千米，位于法国中央-卢瓦尔河谷大区卢瓦雷省，该省份为法国中北部省份，北起埃松省，西北接厄尔-卢瓦省，西南接卢瓦-谢尔省，南至涅夫勒省和谢尔省，东临约讷省，东北接塞纳-马恩省。
与圣但尼德洛泰勒接壤的市镇（或旧市镇、城区）包括：多讷里、乌夫鲁埃尔莱尚、卢瓦尔河畔新堡、费欧洛日、雅尔若、马尔迪耶、维特里欧洛日。

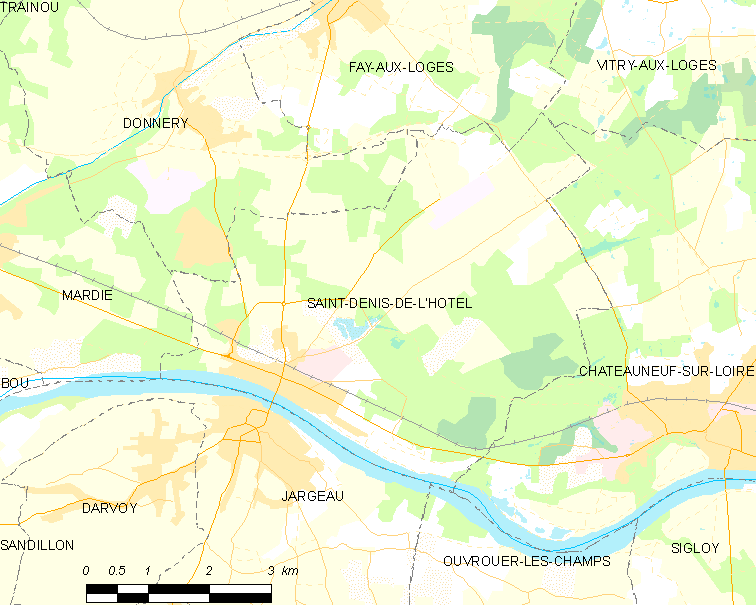
圣但尼德洛泰勒的OSM定位图

圣但尼德洛泰勒的时区为UTC+01:00、UTC+02:00（夏令时）。

## 行政
圣但尼德洛泰勒的邮政编码为45550，INSEE市镇编码为45273。

## 政治
圣但尼德洛泰勒所属的省级选区为卢瓦尔河畔新堡县。

## 人口

1962-2008年间圣但尼德洛泰勒人口变化图示

圣但尼德洛泰勒于2022年1月1日时的人口数量为3057人。